# Chantrapas
Chantrapas é um filme de drama georgiano de 2010 dirigido e escrito por Otar Iosseliani. Foi selecionado como representante da Geórgia à edição do Oscar 2012, organizada pela Academia de Artes e Ciências Cinematográficas.

## Elenco
- Dato Tarielachvili – Nicolas
- Tamuna Karumidze – Barbara
- Fanny Gonin – Fanny
- Givi Sarchimelidze – o avô
- Pierre Étaix – o produtor francês
- Bulle Ogier – Catherine